# ژان روبیک
ژان روبیک (تلفظ می‌شود [ʒɑ̃ ʁɔ.bik]؛ ۱۰ ژوئن ۱۹۲۱ – ۶ اکتبر ۱۹۸۰) رکابزن حرفه‌ای اهل فرانسه بود که در رشتهٔ دوچرخه‌سواری جاده فعالیت می‌کرد. او توانست در سال ۱۹۴۷ قهرمان تور دو فرانس شود.
دوران حرفه‌ای او از ۱۹۴۳ تا ۱۹۶۱ به طول انجامید و به خاطر جثه و ظاهر کوچکش، بزغاله (به فرانسوی: Biquet) نامیده می‌شد. برای افزایش سرعتش در سرپایینی‌ها بطری آب خود را در رأس سربالایی‌ها و گردنه‌ها با سرب یا جیوه پر می‌کرد. روبیک پس از شکستگی جمجمه‌اش در سال ۱۹۴۴ از کلاه ایمنی چرمی بهره می‌برد.

## آغاز زندگی
همواره روبیک را بریتون می‌دانستند، در حالی که در ناحیه آردنس زاده شده‌بود و پدرش در آنجا نجار بود. او همواره تأکید می‌کرد اشتباهاً در آردنس زاده شده‌است. پدرش پیش از زاده شدن او در بروتانی زندگی می‌کرد و رکابزن حرفه‌ای بود که علاقهٔ خود را به پسرش نیز منتقل کرد. او در هفت سالگی به بروتانی نقل مکان کرد.
روبیک در فوریهٔ ۱۹۴۰ به پاریس رفت و مکانیک دوچرخهٔ شرکت سوزین شد. در آغاز حضورش در رقابت‌ها تأثیر ناچیزی بر خبرنگاران داشت و پیروزی‌های او در مسابقات محلی ارزشی در نظر آنان نداشت.

## آغاز فعالیت حرفه‌ای
آغاز جنگ جهانی دوم در سال ۱۹۳۹ و هجوم آلمان به فرانسه در سال ۱۹۴۰ برگزاری رقابت‌های دوچرخه‌سواری را مشکل کرد. روبیک در مسابقات سیکلوکراس و چند رقابت جاده‌ای بزرگی که هنوز انجام می‌شد، شرکت می‌کرد. روبیک در سال ۱۹۴۳ حرفه‌ای شد. در سال بعد در پاریس–روبه زمین خورد و مسابقه را با جمجمهٔ شکسته به پایان رساند. پس از آن از کلاه ایمنی چرمی استفاده می‌کرد و به سرچرمی (به فرانسوی: tête de cuir) ملقب شد. همچنین به خاطر جثه کوچکش او را بزغاله می‌خواندند.

## تور دو فرانس
با پایان جنگ، تور دو فرانس دوباره راه‌اندازی شد و روبیک که هنوز ناشناخته بود، برای تیم محلی شمال غرب فرانسه انتخاب شد. او که به تازگی ازدواج کرده‌بود به همسرش گفت پیراهن طلایی تور را به عنوان هدیهٔ ازدواج به او خواهد داد.
مرحلهٔ نخست با پیروزی فردیناند کوبلر به پایان رسید و روبیک نهم شد. او برندهٔ مرحلهٔ چهارم شد و پا به مراحل کوهستانی در آلپ گذاشت؛ ولی هنوز مورد توجه نبود. با پیروزی در مرحلهٔ هفتم اختلاف خود با رهبر مسابقه را که زمانی بیش از ۱۹ دقیقه بود، به هفت دقیقه کاهش داد. پس از گذر از آلپ، فاصلهٔ روبیک با رنه ویتو دوباره به ۲۳ دقیقه رسید.
پس از چند مرحلهٔ مسطح در کرانهٔ مدیترانه، تور به پیرنه رسید. روبیک در مرحلهٔ پانزدهم که شامل سربالایی‌هایی از جمله اوبیسک، تورماله و پرسورد بود، پیروز شد و اختلاف را به هشت دقیقه رساند. سپس در تایم تریل ۱۳۹ کیلومتری مرحلهٔ نوزدهم (که طولانی‌ترین تایم تریل تاریخ تور بود) فاصلهٔ خود با رهبر تور را به کمتر از ۳ دقیقه کاهش داد و به رتبهٔ سوم رسید.
در روز پایانی، پیره برامبیلا رهبر تور بود و طبق سنت، کسی با رهبر تور رقابت نمی‌کرد تا به عنوان قهرمان به پاریس برسد. روبیک در نیمهٔ مسیر در تپه‌ای دو کیلومتری فرار کرد و ادوارد فاشلایتنر فرانسوی که ۴ دقیقه عقب‌تر از روبیک بود، با او همراه شد. برامبیلا نیز تلاش کرد به آنان بپیوندد؛ ولی نتوانست و از گروه عقب افتاد. تیم فرانسه یک رکابزن دیگر را فرستاد تا به فاشلایتنر کمک کند. فاشلایتنر چند بار فرار کرد و هر بار، روبیک او را ناکام گذاشت. به گفتهٔ فاشلایتنر، روبیک به او گفت اگر با روبیک همراهی کند، صدهزار فرانک به او پرداخت خواهد کرد. فاشلایتنر امیدوار بود روبیک جا بماند یا زمین بخورد؛ ولی چنین نشد. روبیک و فاشلایتنر، ۱۳ دقیقه جلوتر از برامبیلا به خط پایان در ورزشگاه پارک ده پرنس رسیدند و روبیک که هیچ‌گاه رهبر مسابقه نبود، به قهرمانی دست یافت.
روبیک سریع‌ترین رکابزن مسابقه نبود. در واقع، فاشلایتنر مسافت تور را در مدت سه و نیم دقیقه کمتر از روبیک رکاب زد؛ ولی جایزه‌های زمانی که روبیک در پیرنه به دست آورد، باعث برتری او شد.

## شخصیت و ظاهر
روبیک یکی از کوتاه‌ترین رکابزنان بود. قد او در سال ۱۹۴۷، ۱٫۶۱ متر و در سال ۱۹۵۹، ۱٫۵۹ متر بود. وزنش نیز ۶۰ کیلوگرم بود. به گفتهٔ یک نویسنده، او به اندازه‌ای سبک بود که برای افزایش سرعت در سرپایینی مجبور بود بطری آب خود را با سرب سنگین کند.
زبان و طبع بد روبیک باعث شده‌بود که دوستان زیادی نداشته باشد. در تور دو فرانس ۱۹۵۹ در مرحله‌ای که به شلون-سور-سون ختم می‌شد، روبیک در زمانی بیش از حد مجاز از خط گذشت. مسئولان تور معمولاً استثنایی برای برندگان پیشین تور قائل می‌شدند؛ ولی شخصیت روبیک باعش شد به او ارفاق نکنند و از مسابقه کنار گذاشته شود.
روبیک با زیرکی از قوانین بهره می‌برد. پس از آن که برگزار کنندگان تور، پر کردن بطری با جامدات را ممنوع کردند، بطری خود را با جیوه پر می‌کرد.

## زندگی شخصی
در سال ۱۹۴۳ روبیک با رموند کورنیک آشنا شد و در سال ۱۹۴۷ با هم ازدواج کردند. آنان صاحب دو پسر و یک دختر شدند و در حومهٔ ویسو زندگی می‌کردند. پدرش در سال ۱۹۴۵ در حادثه‌ای مرد و روبیک خانه‌ای برای مادرش تهیه کرد.

## بازنشستگی و مرگ
روبیک در تور ۱۹۵۳ زمین خورد و دچار شکستگی استخوان‌های ستون فقرات شد. در سال‌های بعد نیز نتوانست تور را به پایان برساند. درآمد او از شرکت در مسابقات محلی تأمین می‌شد. آخرین مسابقهٔ خود را در سال ۱۹۶۷ در پوتو به پایان رساند و در خط پایان، مورد تشویق رقیب قدیمی خود، لویزون بوبه، قرار گرفت.
تلاش‌های روبیک برای داشتن یک زندگی معمولی ناکام بود. او نتوانست کافهٔ خانوادگی خود را اداره کند و در زندگی شخصی نیز شکست خورد. پس از آن دچار افسردگی شد و مدت زیادی بیکار بود. تلاش کرد داور مسابقات کشتی شود؛ ولی قامت کوتاه او کشتی‌گیران را ترغیب می‌کرد او را از رینگ بیرون اندازند.
روبیک در اکتبر ۱۹۸۰ هنگامی که از مهمانی جشن پیروزی یوپ سوتملک در تور دو فرانس بازمی‌گشت، در نزدیکی کلای-سویی تصادف کرد و درگذشت. یادبود او در بالای تپه‌ای در روان روبیک را با کلاه ایمنی چرمیش نشان می‌دهد.

## نتایج در گرند تورها
|                 | ۱۹۴۷    | ۱۹۴۸    | ۱۹۴۹    | ۱۹۵۰    | ۱۹۵۱    | ۱۹۵۲    | ۱۹۵۳      | ۱۹۵۴     | ۱۹۵۵      | ۱۹۵۶    | ۱۹۵۷    | ۱۹۵۸ | ۱۹۵۹      |
| جیرو دیتالیا    | نرفت    | نرفت    | نرفت    | ناتمام  | نرفت    | نرفت    | نرفت      | نرفت     | نرفت      | نرفت    | نرفت    | نرفت | نرفت      |
| پیروزی در مراحل | —       | —       | —       | ۰       | —       | —       | —         | —        | —         | —       | —       | —    | —         |
| رده‌بندی کوهستان | —       | —       | —       | بی‌رتبه  | —       | —       | —         | —        | —         | —       | —       | —    | —         |
| رده‌بندی امتیازی | ناموجود | ناموجود | ناموجود | ناموجود | ناموجود | ناموجود | ناموجود   | ناموجود  | ناموجود   | ناموجود | ناموجود | —    | —         |
| تور دو فرانس    | ۱       | ۱۶      | ۴       | ۱۲      | ۲۷      | ۵       | ناتمام-۱۴ | ناتمام-۵ | ناتمام-۱۰ | نرفت    | نرفت    | نرفت | ناتمام-۲۰ |
| پیروزی در مراحل | ۳       | ۰       | ۱       | ۰       | ۰       | ۱       | ۱         | ۰        | ۰         | —       | —       | —    | ۰         |
| رده‌بندی کوهستان | ۳       | ۳       | ۳       | ۳       | ۷       | ۳       | بی‌رتبه    | بی‌رتبه   | بی‌رتبه    | —       | —       | —    | بی‌رتبه    |
| رده‌بندی امتیازی | ناموجود | ناموجود | ناموجود | ناموجود | ناموجود | ناموجود | بی‌رتبه    | بی‌رتبه   | بی‌رتبه    | —       | —       | —    | بی‌رتبه    |
| ووئلتا اسپانیا  | نرفت    | نرفت    | ناموجود | نرفت    | ناموجود | ناموجود | ناموجود   | ناموجود  | نرفت      | نرفت    | نرفت    | نرفت | نرفت      |
| پیروزی در مراحل | —       | —       | ناموجود | —       | ناموجود | ناموجود | ناموجود   | ناموجود  | —         | —       | —       | —    | —         |
| رده‌بندی کوهستان | —       | —       | ناموجود | —       | ناموجود | ناموجود | ناموجود   | ناموجود  | —         | —       | —       | —    | —         |
| رده‌بندی امتیازی | ناموجود | ناموجود | ناموجود | ناموجود | ناموجود | ناموجود | ناموجود   | ناموجود  | —         | —       | —       | —    | —         |

| ۱        | برنده                               |
| ۲–۳      | سه نفر اول                          |
| ۴–۱۰     | ده نفر اول                          |
| ۱۱–      | گذر از خط پایان                     |
| نرفت     | در مسابقه شرکت نکرد                 |
| ناتمام-x | به پایان نرساند (انصراف در مرحله x) |
| DNS-x    | آغاز نکرد (عدم شرکت در مرحله x)     |
| اخراج    | اخراج شد                            |
| ناموجود  | مسابقه/رده‌بندی انجام نشد            |
| بی‌رتبه   | در رده‌بندی گنجانده نشد              |